# 1994-es labdarúgó-világbajnokság-selejtező
Az 1994-es labdarúgó-világbajnokság selejtezőire 147 ország válogatottja adta be nevezését, de a végső tornán csak 24 csapat vehetett részt. A házigazda USA és a címvédő Németország automatikusan résztvevője volt a tornának. Rajtuk kívül tehát még 22 hely volt kiadó. A világbajnoki selejtezők sorsolását 1991. december 8-án tartották New Yorkban.
A maradék 22 helyre a következők szerint lehetett bejutni:
- Európa (UEFA): 38 ország (beleértve: Izrael) 13 továbbjutó helyre, 1 automatikus: Németország + 12 hely.
- Dél-Amerika: (CONMEBOL): 9 ország 3,5 továbbjutó helyre. A 0,5 hely győztese a CONCACAF-ból vagy az OFC-ből kap ellenfelet az interkontinentális pótselejtezőben.
- Észak, Közép-Amerika és a Karibi zóna (CONCACAF): 22 ország 2,25 továbbjutó helyre 1 automatikus: USA + 1 hely. Az 1,25 hely győztese az OFC-ből kap ellenfelet az interkontinentális pótselejtezőben.
- Afrika (CAF): 40 ország 3 továbbjutó helyre.
- Ázsia (AFC): 30 ország 2 továbbjutó helyre.
- Óceánia (OFC): 7 ország 0,25 továbbjutó helyre. A 0,25 hely győztese a CONCACAF-ból kap ellenfelet az interkontinentális pótselejtezőben.

Végül 130 ország válogatottja lépett pályára, összesen 497 mérkőzést rendeztek, ezeken 1446 gól esett, ami meccsenként 2,91-es gólátlagot jelentett.

## Területi zónák
- Európa (UEFA)

1. csoport -  Olaszország és  Svájc jutott ki a vb-re.
2. csoport -  Norvégia és  Hollandia jutott ki a vb-re.
3. csoport -  Spanyolország és  Írország jutott ki a vb-re.
4. csoport -  Románia és  Belgium jutott ki a vb-re.
5. csoport -  Görögország és  Oroszország jutott ki a vb-re.
6. csoport -  Svédország és  Bulgária jutott ki a vb-re.
- Dél-Amerika (CONMEBOL)

1. csoport -  Kolumbia kijutott a vb-re,  Argentína CONMEBOL/CONCACAF/OFC interkontinentális pótselejtezőt játszhatott.
2. csoport -  Brazília és  Bolívia jutott ki a vb-re.
- Észak, Közép-Amerika és a Karibi zóna (CONCACAF)

 Mexikó kijutott a vb-re,  Kanada CONCACAF/OFC interkontinentális pótselejtezőt játszhatott.
- Afrika (CAF)

1. csoport -  Nigéria jutott ki a vb-re.
2. csoport -  Marokkó jutott ki a vb-re.
3. csoport -  Kamerun jutott ki a vb-re.
- Ázsia (AFC)

 Szaúd-Arábia és  Dél-Korea jutott ki a vb-re.
- Óceánia (OFC)

 Ausztrália CONCACAF/OFC interkontinentális pótselejtezőt játszhatott.

## Interkontinentális pótselejtező
Először fordult elő, hogy két fordulót rendeztek az interkontinentális pótselejtezőben. Elsőnek a CONCACAF és az Óceániai zóna győztesei mérkőztek meg egymással oda-vissza vágós alapon, majd ennek a párharcnak a győztese a CONMEBOL zónából kapta az ellenfelét. Szintén két mérkőzésen dőlt el a világbajnoki részvétel sorsa.

### CONCACAF zóna–OFC zóna
| 1993. július 31. |

| Kanada | 2–1 | Ausztrália |
| ------ | --- | ---------- |
|        |     |            |

| Edmonton, Kanada |

| 1993. augusztus 15. |

| Ausztrália    | 2–1 (h. u.) | Kanada |
| ------------- | ----------- | ------ |
|               |             |        |
| Büntetőpárbaj |             |        |
|               | 4–1         |        |

| Sydney, Ausztrália |

Ausztrália jutott a második fordulóba.

### CONMEBOL zóna–OFC zóna
| 1993. október 31. |

| Ausztrália | 1–1 | Argentína |
| ---------- | --- | --------- |
|            |     |           |

| Sydney, Ausztrália |

| 1993. november 17. |

| Argentína | 1–0 | Ausztrália |
| --------- | --- | ---------- |
|           |     |            |

| Buenos Aires, Argentína |

Argentína jutott ki a vb-re.

## Továbbjutó országok

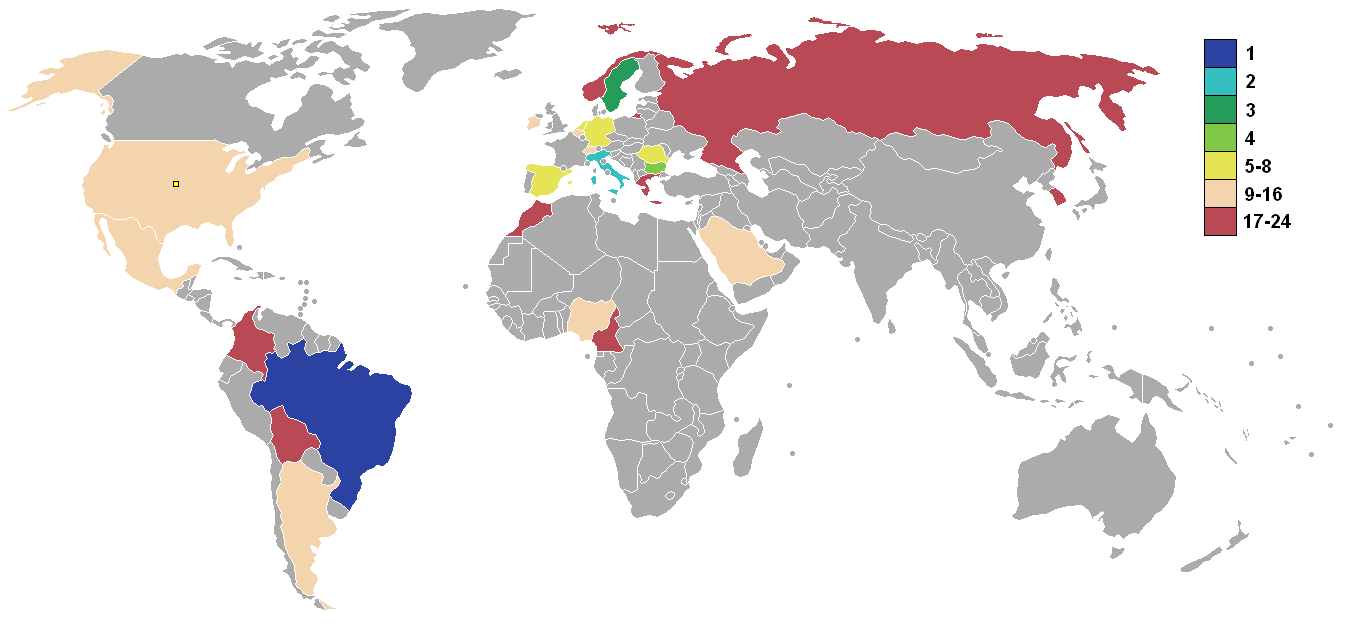
Részt vevő országok

A következő 24 válogatott jutott ki az 1994-es labdarúgó-világbajnokságra:
| Válogatott           | Világbajnoki szereplések | Egymás utáni világbajnoki szereplés | Utolsó világbajnoki szereplés |
| -------------------- | ------------------------ | ----------------------------------- | ----------------------------- |
| Argentína            | 11.                      | 6                                   | 1990                          |
| Belgium              | 9.                       | 4                                   | 1990                          |
| Bolívia              | 3.                       | 1                                   | 1950                          |
| Brazília             | 15.                      | 15                                  | 1990                          |
| Bulgária             | 6.                       | 1                                   | 1986                          |
| Dél-Korea            | 4.                       | 3                                   | 1990                          |
| Görögország          | 1.                       | 1                                   | –                             |
| Hollandia            | 6.                       | 2                                   | 1990                          |
| Írország             | 2.                       | 2                                   | 1990                          |
| Kamerun              | 3.                       | 2                                   | 1990                          |
| Kolumbia             | 3.                       | 2                                   | 1990                          |
| Mexikó               | 10.                      | 1                                   | 1986                          |
| Marokkó              | 3.                       | 1                                   | 1986                          |
| Németország (c)      | 13.(1)                   | 11(1)                               | 1990(1)                       |
| Nigéria              | 1.                       | 1                                   | –                             |
| Norvégia             | 2.                       | 1                                   | 1938                          |
| Olaszország          | 13.                      | 9                                   | 1990                          |
| Oroszország          | 8.(2)                    | 4(2)                                | 1990(2)                       |
| Románia              | 6.                       | 2                                   | 1990                          |
| Spanyolország        | 9.                       | 5                                   | 1990                          |
| Svájc                | 7.                       | 1                                   | 1966                          |
| Svédország           | 9.                       | 2                                   | 1990                          |
| Szaúd-Arábia         | 1.                       | 1                                   | –                             |
| Egyesült Államok (r) | 5.                       | 2                                   | 1990                          |

(r) - rendezőként automatikus résztvevő
(c) - címvédőként automatikus résztvevő

## Érdekességek
- Brazília története során először veszített el világbajnoki selejtezőt. 1993. július 25-én Bolíviától kaptak ki La Paz-ban 2–0 arányban. A korábbi 31 selejtezőjükből 24-et megnyertek és hétszer játszottak döntetlent.
- A zambiai válogatott minden tagja elhunyt, miután az őket szállító repülő lezuhant Gabon légterében. Senki sem élte túl a katasztrófát. Ekkor Szenegálba tartottak a soros selejtezőmérkőzésükre. Egyik játékosuk Kalusha Bwalya a szerencsétlenség idején Hollandiában tartózkodott, így életben maradt.
- A San Marinó-i Davide Gualtieri szerezte a selejtezők történetének leggyorsabb gólját. Mindössze 8,3 másodpercre volt szüksége, hogy betaláljon az angolok kapujába. Anglia 7–1-re megnyerte a mérkőzést.
- Málta az egyetlen vb-selejtezőbeli győzelmét 1993-ban szerezte, amikor Észtországot győzte le 1–0-ra.